# Bezkolenec rákosovitý

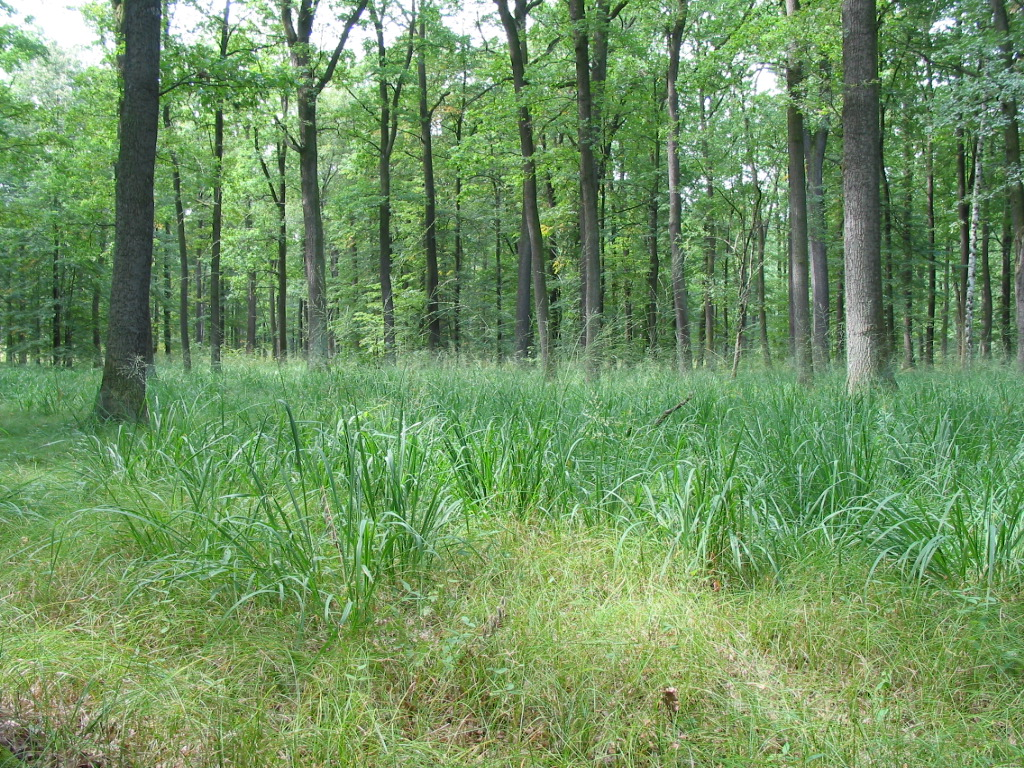
Typický souvislý porost bezkolence rákosovitého

Bezkolenec rákosovitý (Molinia arundinacea) je druh mohutné trávy vyrůstající do výšky okolo dvou metrů, jedné z nejvyšších v České republice. Roste ve střední a jihovýchodní Evropě a v mírném pásu západní Asie. Jeho areál se nachází převážně na střídavě vlhkých loukách stejně jako na částečně osluněných místech ve vlhčích listnatých nebo smíšených lesích na spíše kyselé půdě. Přestože je považován za rostlinu dávající přednost vlhčímu prostředí, můžeme se s ním setkat i na suchých loukách i strmých skalnatých stráních.
V České republice ho lze roztroušeně nalézt od nížin až po podhůří kde roste na občasně vlhkých bezkolencových loukách svazu Molinion a ve vlhkých acidofilních doubravách asociace Molinio-Quercetum.

## Popis
Bezkolenec rákosovitý je vytrvalá rostlina vyrůstající v sevřených, až půl metru vysokých trsech z dřevnatějícího oddenku. Dutá stébla, za dobrých podmínek rostoucí i přes dva metry vysoko, mají kolénka nahuštěná vespod u hruškovitě ztluštělé báze a stéblo zdánlivě vypadá bez kolének (odtud název rodu), pouze poslední článek s vysoko obalenou pochvou je dlouhý. Listy vyrůstající ze stébla blízko u země mají na vnější straně listu u báze místo jazýčku jen věneček chlupů a jejich světlezelené čepele mohou být dlouhé až 60 cm a široké 1,5 cm; v horní třetině bývají převislé.
Květenstvím je široce rozložitá, poměrně řídká lata s dlouhými větvemi, které často převisí. Drobné, podlouhlé, zboku zmáčknuté klásky se 2 až 6 kvítky jsou neseny na dlouhých, drsných stopkách, na bázi mají po dvou nestejných plevách a podlouhlé pluchy jsou velké 4 až 6 mm. Plevy, pluchy i dvoužilné plušky jsou bezosinné a na vrcholu špičaté. Vřeteno klásku je obvykle porostlé tuhými chlupy. Rostlina vykvétá hlavně v srpnu, plodem je tmavě hnědá elipsovitá obilka.

## Taxonomie
Klasifikace druhu bezkolenec rákosovitý není beze zbytku uzavřena. Např.
v je považován za synonymum bezkolence modrého,
v je uváděn jako poddruh bezkolence modrého a
v je uznáván za plnohodnotný druh.
Podle je bezkolenec rákosovitý součástí agregátu bezkolence modrého (Molinia caerulea agg) a
dle a existují dva poddruhy, které se svým areálem nepřekrývají:
- Bezkolenec rákosovitý pravý (Molinia arundinacea Schrank subsp. arundinacea), dodekaploidní (2n = 108), rostoucí ve střední a západní Evropě,
- Bezkolenec rákosovitý Freyův (Molinia arundinacea Schrank subsp. freyi) Dančák, oktoploidní (2n = 72), rostoucí na východě a jihu Evropy.

## Využití
Bezkolenec rákosovitý je pro pícninářství nevhodný. Produkuje sice dostatečný objem hmoty, ale ta je velmi tuhá a dobytek ji téměř nežere. Tato vytrvalá travina s malými nároky na pěstování se s úspěchem využívá pro okrasné účely jako solitéra nebo se vysazuje v malých skupinkách. Za tímto účelem byly vyšlechtěny mnohé barvou i vzrůstem odlišné kultivary.